# Universidad de Tecnología de Queensland

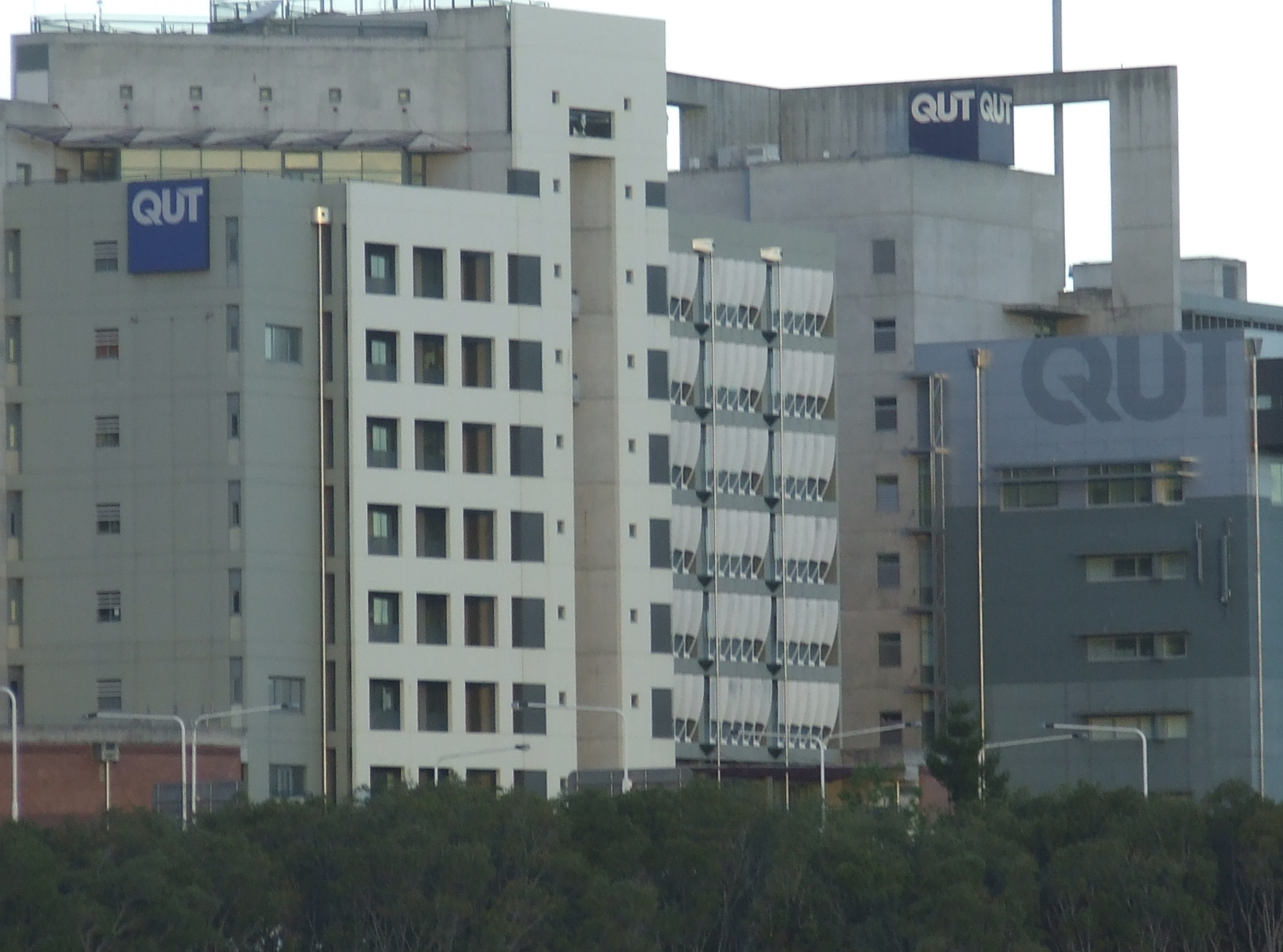
Universidad de la Tecnología de Queensland.

La Universidad de Tecnología de Queensland (QUT, Queensland University of Technology) está situada en la ciudad de Brisbane, Queensland, y es una de las universidades más grandes de Australia.
El campus de Gardens Point está ubicado a un lado del Parlamento de Queensland, frente los Jardines Botánicos de Brisbane y está rodeado por el río Brisbane. Otros campus están ubicados en Gardens Point, Kelvin Grove, Carseldine y Caboolture.
En 2020 la universidad contó con más de 52.000 estudiantes, incluyendo cerca de ocho mil quinientos estudiantes extranjeros.

## Historia
Originalmente, el sitio actual del campus Gardens Point estaba ocupado por La Casa Antigua de Gobierno (Old Government House). En 1909 el parlamento de Queensland decide utilizar cinco hectáreas de los terrenos que rodeaban La Casa Antigua de Gobierno para crear un colegio técnico y una universidad. Inicialmente los terrenos fueron utilizados por la Universidad de Queensland, pero esta fue transferida a su ubicación actual en el área de Santa Lucía en 1945. El Colegio Técnico pasa en 1965 a denominarse Instituto Técnico de Queensland (Queensland Institute of Technology). En mayo de 1990 el Instituto Técnico cambia otra vez de nombre a Universidad de la Tecnología de Queensland y un año más tarde el Colegio de Educación Avanzada con sus campus de Kelvin Grove, Kedron y Carseldine pasa a unirse a la universidad. QUT fue incluida dentro de las 200 mejores universidades del mundo por The Times en Londres.

## Facultades
Facultad de Derecho (Gardens Point)
- Escuela de Derecho
- Escuela de Justicia
- Unidad de Práctica Legal
- Centro de Investigación Legal y de Justicia

Facultad de Ingeniería (Gardens Point)
- Escuela de Diseño
- Escuela de Ingeniería de sistemas
- Escuela de Desarrollo Urbano

Facultad de Negocios (Gardens Point)
- Escuela de Auditores
- Escuela de Publicidad, Comercio y Relaciones Púbicas
- Escuela de Economía y Finanzas
- Escuela de Administración de Negocios
- Escuela de Negocios de Brisbane

Facultad de Educación (Kelvin Grove)
- Escuela de Educación de la Temprana Edad
- Escuela de Estudios Culturales y Lenguaje en Educación
- Escuela de Aprendizaje y Estudios Profesionales
- Escuela de Matemáticas, Ciencia y Educación Tecnológica

Facultad de Ciencias Creativas (Kelvin Grove)
- Escuela de Drama y Producción Técnica
- Escuela de Diseño y Comunicación
- Escuela de Escritura Creativa y Estudios Culturales
- Escuela de Danza
- Escuela de Moda
- Escuela de Cinematografía y Televisión
- Escuela de Periodismo
- Escuela de Medios de Comunicación
- Escuela de Música y Sonido
- Escuela de Artes Visuales

Facultad de Salud
- Escuela de Fisioterapia
- Escuela de Enfermería
- Escuela de Optometría
- Escuela de Salud Pública
- Escuela de Psicología

Facultad de Tecnología Informática
- Escuela de Programación y Comunicación de Datos
- Escuela de Systemas de Información

Facultad de Ciencias
- Escuela de Biología
- Escuela de Ciencias Matemáticas
- Escuela de Ciencias de los Recursos Naturales
- Escuela de Ciencias Físicas y Químicas